# Aure-sur-Mer
Aure-sur-Mer es una comuna nueva francesa situada en el departamento de Calvados, de la región de Normandía.

## Historia
Fue creada el 1 de enero de 2017, en aplicación de una resolución del prefecto de Calvados de 9 de diciembre de 2016 con la unión de las comunas de Russy y Sainte-Honorine-des-Pertes, pasando a estar el ayuntamiento en la antigua comuna de Sainte-Honorine-des-Pertes.

## Demografía
| Gráfica de evolución demográfica de Aure-sur-Mer entre 1800 y 2013 |
|                                                                    |

Los datos entre 1800 y 2013 son el resultado de sumar los parciales de las dos comunas que forman la nueva comuna de Aure-sur-Mer, cuyos datos se han cogido de 1800 a 1999, para las comunas de Russy y Sainte-Honorine-des-Pertes de la página francesa EHESS/Cassini. Los demás datos se han cogido de la página del INSEE.

## Composición
| Comuna delegada            | Código INSEE | Población (2013) | Superficie (km²) | Densidad (hab./km²) |
| -------------------------- | ------------ | ---------------- | ---------------- | ------------------- |
| Russy                      | 14551        | 191              | 4.86             | 39                  |
| Sainte-Honorine-des-Pertes | 14591        | 564              | 5.69             | 14591               |